# NSK (entreprise)
NSK (日本精工株式会社 Nippon Seikō Kabushiki-gaisha, Japanese Precision Company) est une entreprise japonaise spécialisée dans les roulements à billes. 

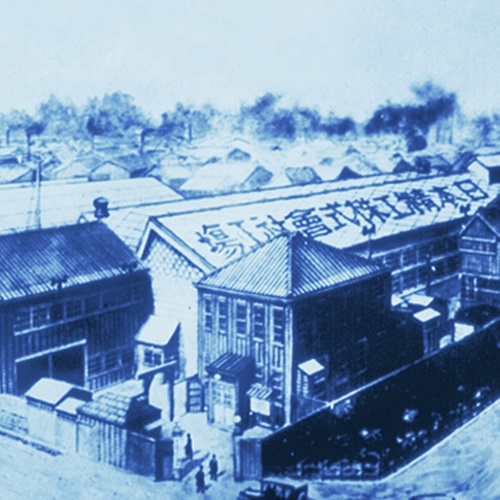
La première usine NSK au Japon, en 1916.
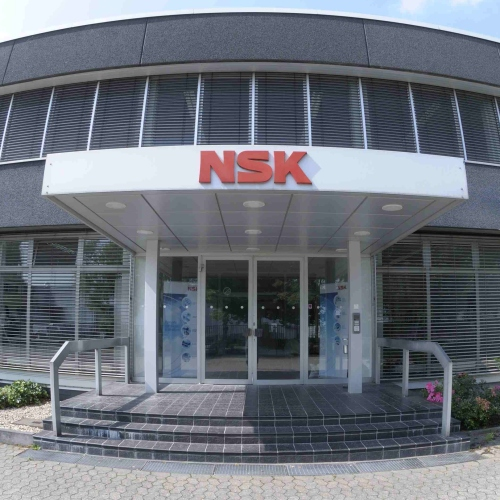
Les bureaux de NSK à Ratingen, en Allemagne.
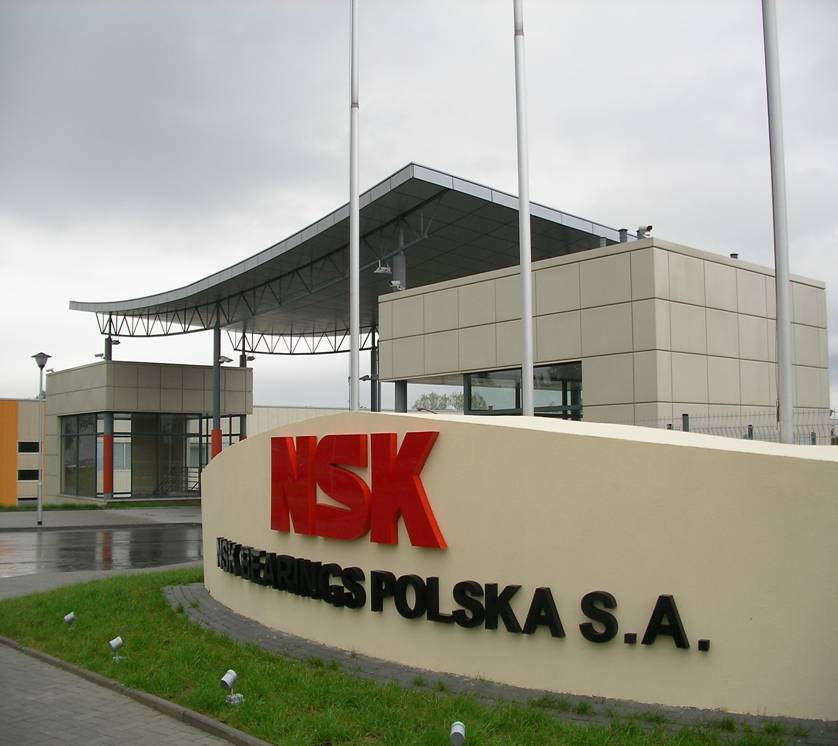
Usine de NSK plant, en Pologne.